# Тхапа, Соваг Джунг
Соваг Джунг Тхапа (1910 — ?) — непальский дипломат и государственный деятель, министр иностранных дел Непала (1948 и 1955—1956).

## Биография
- 1934—1937 гг. — военный атташе посольства в Великобритании,
- 1948 г. — и. о. министра иностранных дел,
- 1955—1956 гг. — министр иностранных дел Непала.

Имел воинское звание генерал-майора.